# ساباتیه (دهانه)
ساباتیه یک دهانه برخوردی در ماه‌ است.